# 156 Dywizja Piechoty (III Rzesza)
156 Dywizja Piechoty (niem. 156. Infanterie-Division) – niemiecka dywizja z czasów II wojny światowej, sformowana na mocy rozkazu z 12 marca 1945 roku, poza falą mobilizacyjną w rejonie Kolonii w VI. Okręgu Wojskowym jako 156 Dywizja Szkoleniowa. 15 kwietnia 1945 r. została przemianowana na 156 Dywizję Piechoty.

## Struktura organizacyjna
Struktura organizacyjna w marcu 1945 roku:
- 1313. pułk grenadierów
- 1314. pułk grenadierów
- 1315. pułk grenadierów
- 1456. pułk artylerii
- 1456. batalion pionierów
- 1456. oddział łączności

## Historia
Dywizja została sformowana z różnych drobnych jednostek wojskowych oraz oddziałów sformowanych przez Departament Leśnictwa, Urząd Celny, Policję oraz Straż Pożarną włączone w skład 9 Armii. Początkowo jednostka zajmowała się szkoleniem rekrutów na bezpośrednim zapleczu frontu. Po przemianowaniu na dywizję piechoty została skierowana na front i wzięła udział w obronie Berlina w kwietniu 1945 r. Po rozbiciu przez Sowietów część jej  żołnierzy uciekła na zachód. Jedynym dowódcą dywizji był generał porucznik Siegfried von Rekowski.